# Pierre Allemane
Richard Louis Pierre Allemane (Montpellier, 19 gennaio 1882 – Autreville, 24 maggio 1956) è stato un calciatore francese.
In carriera, giocò in diversi club parigini, tra cui il RC Paris dove vinse un torneo nazionale. Giocò anche in nazionale dove fu uno dei primi ad indossare la fascia di capitano.

## Palmarès
| Anno | Manifestazione | Sede   | Evento | Risultato | Note |
| ---- | -------------- | ------ | ------ | --------- | ---- |
| 1900 | Olimpiadi      | Parigi | Calcio | Argento   |      |